# 四家池唐王庙
四家池唐王庙，位于山西省长治市壶关县龙泉镇四家池村，是一处山西省文物保护单位。
2021年8月4日，四家池唐王庙公布为第六批山西省文物保护单位，年代为明、清，古建筑类，编号6-173。